# 高原蛇根草
高原蛇根草（学名：Ophiorrhiza succirubra）是茜草科蛇根草属的植物。分布在尼泊尔、锡金以及中国大陆的云南、西藏、贵州等地，生长于海拔2,000米的地区，多生在阔叶林中，目前尚未由人工引种栽培。